# Kurbatkin
Kurbatkin je priimek več oseb:
- Genadij Pavlovič Kurbatkin, ruski meteorolog
- Pavel Semjonovič Kurbatkin, sovjetski general